# Rävinge socken
Rävinge socken i Halland ingick i Halmstads härad, ingår sedan 1974 i Halmstads kommun i Hallands län och motsvarar från 2016 Rävinge distrikt.
Socknens areal är 17,51 kvadratkilometer, varav 17,33 land. År 2000 fanns här 263 invånare. Kyrkbyn Rävinge med sockenkyrkan Rävinge kyrka ligger i socknen. 

## Administrativ historik
Rävinge socken har medeltida ursprung.
Vid kommunreformen 1862 övergick socknens ansvar för de kyrkliga frågorna till Rävinge församling och för de borgerliga frågorna till Rävinge landskommun. Landskommunen inkorporerades 1952 i Getinge landskommun som sedan 1974 uppgick i Halmstads kommun.  Församlingen uppgick 2008 i Getinge-Rävinge församling.
1 januari 2016 inrättades distriktet Rävinge, med samma omfattning som församlingen hade 1999/2000.  
Socknen har tillhört fögderier och domsagor enligt Halmstads härad. De indelta båtsmännen tillhörde Södra Hallands första båtsmanskompani.

## Geografi
Rävinge socken ligger kring Suseån. Socknen är en slättbygd.
En sätesgård var Bårarps säteri.

## Fornlämningar
Från  bronsåldern finns högar och skålgropar.

## Namnet
Namnet (1447 Räffwynghä) kommer från kyrkbyn. Efterleden är inge, 'inbyggare'. Förleden räv.

## Befolkningsutveckling
| Befolkningsutvecklingen i Rävinge socken 1810–1990                                                      | Befolkningsutvecklingen i Rävinge socken 1810–1990 | Befolkningsutvecklingen i Rävinge socken 1810–1990 | Befolkningsutvecklingen i Rävinge socken 1810–1990 | Befolkningsutvecklingen i Rävinge socken 1810–1990 |
| --- | -------------------------------------------------- | -------------------------------------------------- | -------------------------------------------------- | -------------------------------------------------- |
| |                                                    |                                                    |                                                    |                                                    |
| År |                                                    |                                                    | Folkmängd                                          |                                                    |
| 1810 | 1810                                               |                                                    | 492                                                |                                                    |
| 1820 | 1820                                               |                                                    | 503                                                |                                                    |
| 1830 | 1830                                               |                                                    | 508                                                |                                                    |
| 1840 | 1840                                               |                                                    | 550                                                |                                                    |
| 1850 | 1850                                               |                                                    | 649                                                |                                                    |
| 1860 | 1860                                               |                                                    | 719                                                |                                                    |
| 1870 | 1870                                               |                                                    | 739                                                |                                                    |
| 1880 | 1880                                               |                                                    | 766                                                |                                                    |
| 1890 | 1890                                               |                                                    | 693                                                |                                                    |
| 1900 | 1900                                               |                                                    | 663                                                |                                                    |
| 1910 | 1910                                               |                                                    | 672                                                |                                                    |
| 1920 | 1920                                               |                                                    | 678                                                |                                                    |
| 1930 | 1930                                               |                                                    | 595                                                |                                                    |
| 1940 | 1940                                               |                                                    | 524                                                |                                                    |
| 1950 | 1950                                               |                                                    | 506                                                |                                                    |
| 1960 | 1960                                               |                                                    | 403                                                |                                                    |
| 1970 | 1970                                               |                                                    | 359                                                |                                                    |
| 1980 | 1980                                               |                                                    | 314                                                |                                                    |
| 1990 | 1990                                               |                                                    | 290                                                |                                                    |
| Anm: Källor: Umeå universitet - Tabellverket 1749-1859, Demografiska databasen, CEDAR, Umeå universitet |                                                    |                                                    |                                                    |                                                    |